# Mathieu Traversy
Mathieu Traversy (né le 31 mai 1984 à Mascouche et ayant grandi à Terrebonne) est un politologue, commentateur et homme politique québécois.
Diplômé en science politique, il représente la circonscription de Terrebonne à l'Assemblée nationale du Québec de 2008 à 2018. 
Il est maire de la Ville de Terrebonne depuis le 7 novembre 2021. 
Au niveau national, en plus d'avoir représenter sa circonscription à l'Assemblée nationale, il a été porte-parole sur les enjeux de la famille, du tourisme, du développement durable, des changements climatiques, de l'environnement, de l'économie et du travail, de l'accès à l'information, en protection du consommateur et des affaires étudiantes, et leader adjoint du gouvernement. 

## Biographie

### Formation

#### Vie collégiale
Ses premiers engagements politiques remontent à 2003-2004, lors de son parcours collégial au Cégep régional de Lanaudière à Terrebonne, en sciences humaines, où il devient président de l'Association étudiante. À la même époque, il occupe les postes de représentant jeunesse de la MRC Les Moulins au Forum jeunesse de Lanaudière et de porte-parole pour la campagne Tolérance zéro de la Ville de Terrebonne.

#### Vie universitaire
En 2004, il entreprend des études en science politique à l'Université du Québec à Montréal tout en intensifiant son engagement citoyen. D'abord, il soutient son engagement auprès de la jeunesse terrebonnienne en rejoignant le Conseil d'administration du Cégep régional de Lanaudière. De 2007 à 2008, il s'implique activement dans la communauté notamment en devenant membre de la Chambre de commerce et vice-président du Club Optimiste de la Ville de Terrebonne et membre de la Société Saint-Jean-Baptiste.
Il obtient son baccalauréat en 2021, au terme d'un retour aux études après près de dix ans à servir les citoyens comme député.

### Politique québécoise

#### Premier mandat (2008-2012)
Après plusieurs années d'implication auprès de la députée Jocelyne Caron, Mathieu Traversy fait le saut dans la politique.
En 2007, il annonce sa candidature aux élections qui seront déclenchées le 5 novembre 2008: la première campagne électorale de Mathieu Traversy s'amorce. Le 8 décembre, il déloge Jean-François Therrien avec une forte pluralité de 45 % des voix. 
Mathieu Traversy occupe, lors de son premier mandat, différents postes. Il siège d'abord à la Commission de l'administration publique. De 2011 à 2012, dans la foulée du mouvement étudiant, il évolue en tant que porte-parole de l'opposition officielle pour la jeunesse et les affaires étudiantes. Il siège parallèlement sur la Commission de la santé et des services sociaux.

#### Second mandat (2012-2014)
Le 4 septembre, Mathieu Traversy obtient 44,53 % des voix de la circonscription de Terrebonne, soit près de 10 points de plus que le candidat Gaétan Barrette. Le Parti québécois forme alors un gouvernement minoritaire de 54 sièges.

#### Troisième mandat (2014-2018)
En 2014, Mathieu Traversy l'emporte avec 36 % des voix.
Ce troisième mandat lui permet d'abord d'expérimenter plusieurs nouvelles fonctions telles que membre de la Commission des relations avec les citoyens et porte-parole de l'opposition officielle en matière de famille et de lutte contre l'intimidation, de 2014 à 2015. Il devient ensuite porte-parole de l'opposition officielle en matière de développement durable et d'environnement ainsi qu'en matière de changement climatique, tout en siégeant sur la Commission des transports et de l'environnement. Par la suite, de 2016 à la fin de son mandat en 2018, il agit à titre de porte-parole de l'opposition officielle en matière de travail, membre de la Commission de l'économie et le travail et leader parlementaire.
Lors des élections générales québécoises de 2018, il est défait par le candidat Pierre Fitzgibbon.

#### 2018 à 2020: commentateur politique
De décembre 2018 à juin 2020, Mathieu Traversy travaille pour Radio-Canada comme commentateur de l'actualité politique. Il agit comme panéliste à l'émission Les Ex diffusé sur les ondes d'ICI RDI, en plus de tenir une chronique régulière à RDI Info le matin.

### Politique municipale

#### 2020 à aujourd'hui: Engagement municipal
À l'été 2020, Mathieu Traversy devient consultant politique auprès des élus à l'opposition officielle de la Ville de Terrebonne. Il met un terme à son mandat de consultant en juin 2021, afin de poser sa candidature comme chef du parti Mouvement Terrebonne. Il devient officiellement chef le 13 juin, confirmant ainsi sa candidature à la mairie de Terrebonne.
Mathieu Traversy est élu maire de Terrebonne le 7 novembre 2021, à la tête d'un conseil municipal entièrement composé de conseillères et conseillers de l'équipe du Mouvement Terrebonne.

### Relations internationales
Au cours de ses mandats comme député, il participe aux relations diplomatiques du Québec à l'international, plus particulièrement en Europe. À cet effet, il est membre de comité d'amitié avec la Bavière, la France, la fédération Wallonie-Bruxelles ainsi qu'avec les institutions européennes.
Son parcours en études internationales lui vaut d’ailleurs une place, en 2009, au sein de la Délégation de l’Assemblée nationale pour les relations avec l’Assemblée nationale française et de la Délégation de l’Assemblée nationale pour les relations avec les institutions européennes. 
Il exerce la fonction de vice-président de la Délégation de l'Assemblée nationale pour les relations internationales avec le Sénat français tout en étant membre de la Délégation de l'Assemblée nationale pour relations internationales avec l'Assemblée nationale française et celle pour les relations internationales avec la Bavière.
En 2015, il assiste à la COP21 sur les changements climatiques. En 2016, Mathieu Traversy a représenté l'Association des parlementaires francophones dans le cadre d'une conférence sur la diversité culturelle organisée par l'UNESCO. 

## Résultats électoraux
|                                                                                               | Nom                        | Parti               | Nombre de voix | %      | Maj.  |
| --------------------------------------------------------------------------------------------- | -------------------------- | ------------------- | -------------- | ------ | ----- |
|                                                                                               | Pierre Fitzgibbon          | Coalition avenir    | 17 638         | 43 %   | 5 532 |
|                                                                                               | Mathieu Traversy (sortant) | Parti québécois     | 12 106         | 29,5 % | -     |
|                                                                                               | Anne B-Godbout             | Québec solidaire    | 5 279          | 12,9 % | -     |
|                                                                                               | Margaux Selam              | Libéral             | 4 976          | 12,1 % | -     |
|                                                                                               | Carole Dubois              | Vert                | 522            | 1,3 %  | -     |
|                                                                                               | Jules Néron                | Conservateur        | 287            | 0,7 %  | -     |
|                                                                                               | Mathieu Goyette            | Citoyens au pouvoir | 244            | 0,6 %  | -     |
| Total                                                                                         | Total                      | Total               | 41 052         | 100 %  |       |
| Le taux de participation lors de l'élection était de 72,3 % et 741 bulletins ont été rejetés. |                            |                     |                |        |       |

|                                                                                               | Nom                        | Parti            | Nombre de voix | %      | Maj. |
| --------------------------------------------------------------------------------------------- | -------------------------- | ---------------- | -------------- | ------ | ---- |
|                                                                                               | Mathieu Traversy (sortant) | Parti québécois  | 14 450         | 36,2 % | 743  |
|                                                                                               | Jean-François Jarry        | Coalition avenir | 13 707         | 34,4 % | -    |
|                                                                                               | Meriem Glia                | Libéral          | 8 780          | 22 %   | -    |
|                                                                                               | Yan Smith                  | Québec solidaire | 2 543          | 6,4 %  | -    |
|                                                                                               | Jean-François Jacob        | Option nationale | 411            | 1 %    | -    |
| Total                                                                                         | Total                      | Total            | 39 891         | 100 %  |      |
| Le taux de participation lors de l'élection était de 74,2 % et 826 bulletins ont été rejetés. |                            |                  |                |        |      |

|                                                                                               | Nom                        | Parti                  | Nombre de voix | %      | Maj.  |
| --------------------------------------------------------------------------------------------- | -------------------------- | ---------------------- | -------------- | ------ | ----- |
|                                                                                               | Mathieu Traversy (sortant) | Parti québécois        | 19 077         | 44,5 % | 3 648 |
|                                                                                               | Gaétan Barrette            | Coalition avenir       | 15 429         | 36 %   | -     |
|                                                                                               | Josée Gingras              | Libéral                | 5 646          | 13,2 % | -     |
|                                                                                               | Yan Smith                  | Québec solidaire       | 1 380          | 3,2 %  | -     |
|                                                                                               | Benoit Carignan            | Vert                   | 635            | 1,5 %  | -     |
|                                                                                               | Marc-André Dénommée        | Option nationale       | 510            | 1,2 %  | -     |
|                                                                                               | Patrick Dubé               | Coalition constituante | 160            | 0,4 %  | -     |
| Total                                                                                         | Total                      | Total                  | 42 837         | 100 %  |       |
| Le taux de participation lors de l'élection était de 80,2 % et 554 bulletins ont été rejetés. |                            |                        |                |        |       |

|                                                                                               | Nom                              | Parti               | Nombre de voix | %      | Maj.  |
| --------------------------------------------------------------------------------------------- | -------------------------------- | ------------------- | -------------- | ------ | ----- |
|                                                                                               | Mathieu Traversy                 | Parti québécois     | 15 475         | 45,2 % | 6 061 |
|                                                                                               | Chantal Leblanc                  | Libéral             | 9 414          | 27,5 % | -     |
|                                                                                               | Jean-François Therrien (sortant) | Action démocratique | 7 381          | 21,6 % | -     |
|                                                                                               | Yoland Gilbert                   | Vert                | 1 056          | 3,1 %  | -     |
|                                                                                               | Sabrina Perreault                | Québec solidaire    | 892            | 2,6 %  | -     |
| Total                                                                                         | Total                            | Total               | 34 218         | 100 %  |       |
| Le taux de participation lors de l'élection était de 60,5 % et 680 bulletins ont été rejetés. |                                  |                     |                |        |       |